# 埃尔比斯
埃尔比斯（法語：Herbisse，法語發音：[ɛʁbis]）是法国奥布省的一个市镇，属于特鲁瓦区。

## 地理
埃尔比斯（48°37'24"N, 4°6'45"E）面积22.04 平方千米，位于法国大東部大區奥布省，该省份为法国中北部省份，北起马恩省，西接塞纳-马恩省，西南至约讷省，东南至科多尔省，东临上马恩省。
与埃尔比斯接壤的市镇（或旧市镇、城区）包括：阿利博迪耶尔、尚弗勒里、多农、特鲁昂、小维亚普尔、维利耶埃尔比斯。

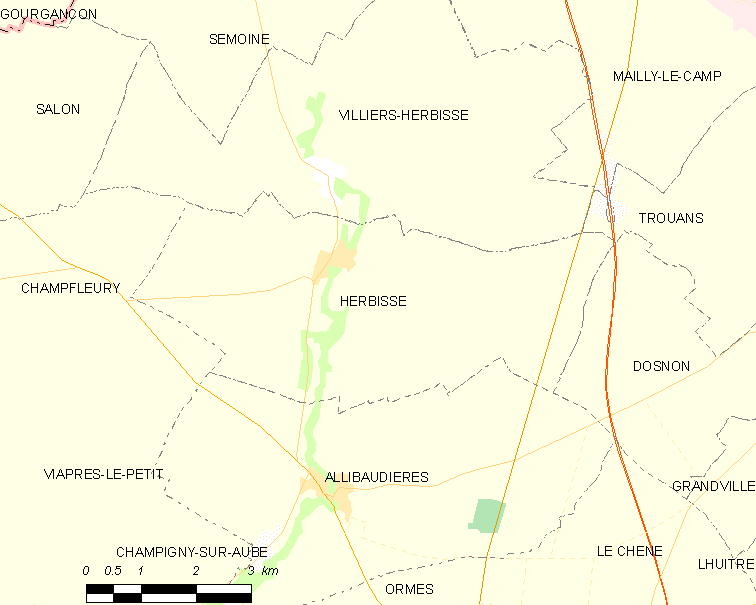
埃尔比斯的OSM定位图

埃尔比斯的时区为UTC+01:00、UTC+02:00（夏令时）。

## 行政
埃尔比斯的邮政编码为10700，INSEE市镇编码为10172。

## 政治
埃尔比斯所属的省级选区为奥布河畔阿尔西县。

## 人口

1962-2008年间埃尔比斯人口变化图示

埃尔比斯于2022年1月1日时的人口数量为150人。